# خوان خوزه مورالس
خوان خوزه مورالس (انگلیسی: Juan José Morales؛ زادهٔ ۱۳ مهٔ ۱۹۹۲) بازیکن فوتبال اهل آرژانتین است.
از باشگاه‌هایی که در آن بازی کرده‌است می‌توان به باشگاه فوتبال آرژانتینوس جونیورز اشاره کرد.